# Agrodiaetus rickmersi
Agrodiaetus rickmersi är en fjärilsart som beskrevs av Forster 1956. Agrodiaetus rickmersi ingår i släktet Agrodiaetus och familjen juvelvingar. Inga underarter finns listade i Catalogue of Life.